# József Zsámboki
József Zsámboki (Budapest, 24 maggio 1933 – 6 maggio 2011) è stato un calciatore ungherese, di ruolo centrocampista.

## Carriera
Ha giocato per due stagioni nel Bayern di Monaco nell'Oberliga Süd (massimo campionato tedesco occidentale), uno nell'Hessen Kassel (2º liga sud) e quattro nello Strasburgo, in Francia.